# Echipa națională de fotbal feminin a Japoniei

Echipa națională de fotbal feminin a Japoniei, poreclită Nadeshiko Japan (なでしこジャパン), reprezintă Japonia în competițiile internaționale de fotbal feminin. Este sub tutela Asociației Japoneze de Fotbal. La Campionatul Mondial de Fotbal Feminin 2011 Japonia a devenit campioană mondială.

## Antrenori
- Ryōhei Suzuki（鈴木良平|鈴木良平）1986 – 1989
- Tamotsu Suzuki（鈴木保|鈴木保）1989 – 1996, 1999
- Satoshi Miyauchi（ja:宮内聡|宮内聡）1997 – 1999
- Shinobu Ikeda（池田司信|池田司信）2000 – 2001
- Eiji Ueda（上田栄治|上田栄治）2002 – 2004
- Hiroshi Ōhashi（大橋浩司|大橋浩司）2004 – 2007
- Norio Sasaki（佐々木則夫）2008 –

## Echipa în 2011
Echipa pentru Campionatul Mondial de Fotbal Feminin 2011 a fost anunțată pe data de 8 iunie 2011.
| Nr. | Poz. | Jucător          | Data nașterii (vârsta) | Selecții | Goluri | Club                      |
| --- | ---- | ---------------- | ---------------------- | -------- | ------ | ------------------------- |
| 1   | P    | Nozomi Yamago    | 16 ianuarie 1975       | 58       | 0      | Urawa Red Diamonds Ladies |
| 2   | F    | Yukari Kinga     | 2 mai 1984             | 19       | 0      | INAC Kobe Leonessa        |
| 3   | F    | Azusa Iwashimizu | 14 octombrie 1986      | 23       | 5      | NTV Beleza                |
| 4   | F    | Saki Kumagai     | 17 octombrie 1990      | 20       | 0      | Urawa Red Diamonds Ladies |
| 5   | F    | Kyoko Yano       | 3 iunie 1984           | 41       | 1      | Urawa Red Diamonds Ladies |
| 6   | M    | Mizuho Sakaguchi | 15 octombrie 1987      | 12       | 13     | Albirex Niigata           |
| 7   | A    | Kozue Andō       | 9 iulie 1982           | 52       | 7      | FCR 2001 Duisburg         |
| 8   | M    | Aya Miyama       | 28 ianuarie 1985       | 50       | 15     | Okayama Yunogo Belle      |
| 9   | M    | Nahomi Kawasumi  | 23 septembrie 1985     | 13       | 2      | INAC Kobe Leonessa        |
| 10  | M    | Homare Sawa (C)  | 9 iulie 1978           | 170      | 78     | INAC Kobe Leonessa        |
| 11  | A    | Shinobu Ohno     | 23 ianuarie 1984       | 46       | 18     | INAC Kobe Leonessa        |
| 12  | P    | Miho Fukumoto    | 2 octombrie 1983       | 33       | 0      | Okayama Yunogo Belle      |
| 13  | M    | Rumi Utsugi      | 5 decembrie 1988       | 16       | 0      | Montpellier HSC           |
| 14  | F    | Megumi Kamionobe | 15 martie 1986         | 13       | 2      | Albirex Niigata           |
| 15  | F    | Aya Sameshima    | 16 iunie 1987          | 24       | 2      | Boston Breakers           |
| 16  | F    | Asuna Tanaka     | 23 aprilie 1988        | 2        | 0      | INAC Kobe Leonessa        |
| 17  | A    | Yūki Nagasato    | 15 iunie 1987          | 67       | 32     | 1. FFC Turbine Potsdam    |
| 18  | A    | Karina Maruyama  | 26 martie 1983         | 60       | 13     | JEF United Ichihara Chiba |
| 19  | A    | Megumi Takase    | 10 noiembrie 1990      | 15       | 4      | INAC Kobe Leonessa        |
| 20  | A    | Mana Iwabuchi    | 18 martie 1993         | 9        | 2      | NTV Beleza                |
| 21  | P    | Ayumi Kaihori    | 4 septembrie 1986      | 16       | 0      | INAC Kobe Leonessa        |